# کوکوی دم‌دراز سوت‌زن
کوکوی دم‌دراز سوت‌زن (نام علمی: Cercococcyx lemaireae) گونه‌ای از کوکوها از تیرهٔ کوکویان (Cuculidae) است که در غرب آفریقا و غرب آفریقای مرکزی، از غرب کوه‌های باکوسی در کامرون در غرب تا سیرالئون پراکنده شده است.